# 梓川消防署
梓川消防署（あずさがわしょうぼうしょ）は長野県松本市にある松本広域消防局に所属する消防署である。

## 沿革
- 1972年（昭和47年）1月20日 - 豊科町、穂高町、堀金村、三郷村、梓川村の2町3村により南安曇郡消防組合が設立される
- 1972年（昭和47年）4月 - 政令指定を受け南安曇郡消防組合が発足する　本部は南安曇郡消防組合消防署（旧豊科町消防署）に設置される　北分署、南分署庁舎が竣工する
- 1972年（昭和47年）12月 - 北分署、南分署庁舎が完成する
- 1973年（昭和48年）1月1日 - 北分署、南分署庁舎が業務を開始する
- 1992年（平成4年）4月1日 - 自治省消防庁から政令指定の内示を受け広域消防準備室が発足する
- 1992年（平成4年）4月2日 - 政令指定が告知される
- 1992年（平成4年）7月 - 安曇出張所が起工する
- 1993年（平成5年）3月31日 - 南安曇郡消防組合が解散する
- 1993年（平成5年）4月1日 - 松本広域消防局が発足する　松本広域消防局梓川消防署、松本広域消防局梓川消防署安曇出張所となる
- 2000年（平成12年）3月17日 - 水槽付消防ポンプ自動車が寄贈され配備される（梓川消防署）
- 2000年（平成12年）3月24日 - 高規格救急車が配備される（安曇出張所）
- 2004年（平成16年）2月27日 - 消防ポンプ自動車が配備される（安曇出張所）
- 2007年（平成19年）5月22日 - 指揮広報車が配備される（梓川消防署）
- 2009年（平成21年）11月24日 - 高規格救急車が配備される（梓川消防署、安曇出張所）

## 所在地
- 松本市梓川倭65-2

## 職員数
- 21人

## 消防車両
- 消防ポンプ自動車
- 水槽付消防ポンプ自動車
- 高規格救急車
- 指揮広報車
- 二輪車（2台）

## 管轄地域
松本市安曇、奈川、梓川上野、梓川梓及び梓川倭　安曇野市三郷明盛、三郷温及び三郷小倉

## 出張所

### 安曇出張所

#### 所在地
- 松本市安曇稲核2819-1

#### 職員数
- 16人

#### 消防車両
- 消防ポンプ自動車
- 高規格救急車
- 指揮広報車
- オフロードバイク
- 二輪車

#### 管轄地域
松本市安曇及び奈川